# スピノサウルス
スピノサウルス（学名: Spinosaurus）は、白亜紀後期セノマニアン - チューロニアンのアフリカ大陸に生息していたスピノサウルス科の恐竜の属。化石はエジプト・ニジェール・イタリアのほか、リビアなど北アフリカで産出している。2022年時点での推定最大全長は約14メートル、推定最大体重は約7.4トンであるが、化石が不完全なためこの推定値も確かなものではない。
ワニに類似する細長い吻部や、表面に縦皺の走る円錐形の歯、頭頂部の小型の鶏冠、高さ2メートル近くに達する椎骨の神経棘が特徴に挙げられる。細長い吻部は水の抵抗の軽減、円錐形の歯は魚食性への適応と見られ、主に魚を食べていたと考えられている。エイの仲間であるオンコプリスティスの化石との共産を以て魚食性の根拠とされることもある一方、これには否定的な見解もある。
ドイツの博物館に保管されていたスピノサウルスの標本が第二次世界大戦期の空襲により失われており、全身像の復元に関して多くの説が議論されている。2014年には完全に水棲の恐竜としての新復元が発表されたが、化石の分類の妥当性やキメラ標本の疑いなど議論を呼び、2018年には水中では姿勢が安定しなかったとする反論も現れた。2020年には S. aegyptiacus の尾椎が発表され、長さ60センチメートルにおよぶ神経棘が確認されたことから、上下に高い尾を持つ新復元が登場した。水中に適応していたので、陸ではかなり鈍重だった。

## 発見と命名

### 種の命名
スピノサウルスは2種が命名されている。スピノサウルス・エジプティアクス（Spinosaurus aegyptiacus、「エジプトの棘トカゲ」の意）とスピノサウルス・マロッカヌス（Spinosaurus maroccanus、「モロッコの棘トカゲ」の意）である。
最初に記載されたスピノサウルスの標本は、20世紀初頭に発見・記載された。1912年にリチャード・マークグラフはエジプト西部に分布するバハリヤ層から巨大な獣脚類の恐竜の化石を発見した。1915年にはドイツの古生物学者エルンスト・シュトローマーがこの標本を新属新種 Spinosaurus aegyptiacus に割り当てる論文を発表した。
椎骨と後肢の骨を含むバハリヤ層産の追加の断片化石は、1934年にシュトローマーによりスピノサウルスBとして発表された。シュトローマーはこれらの標本は別種に分類するのに十分な差異があると考えた。スピノサウルスBは後にカルカロドントサウルスやシギルマッササウルスに再分類された。
S. maroccanus は、当初1996年にデイル・ラッセルにより頸椎の長さに基づいて新種として記載された。特にラッセルは椎体の後側関節面の高さに対する長さの比率が S. aegyptiacus では1.1であるのに対し S. maroccanus では1.5であると主張した。後の研究者らはこの話題で二分された。椎骨の長さが個体ごとに異なりうる点や、ホロタイプ標本が破壊されているため S. maroccanus 標本との直接比較が不可能である点、S. maroccanus の標本が何番目の頸椎であるか不明な点が指摘された。そのため、本種を有効な分類群として扱う者もいる一方、大半の研究者は S. maroccanus を疑問名あるいは S. aegyptiacus のジュニアシノニムとして扱っている。

### 標本

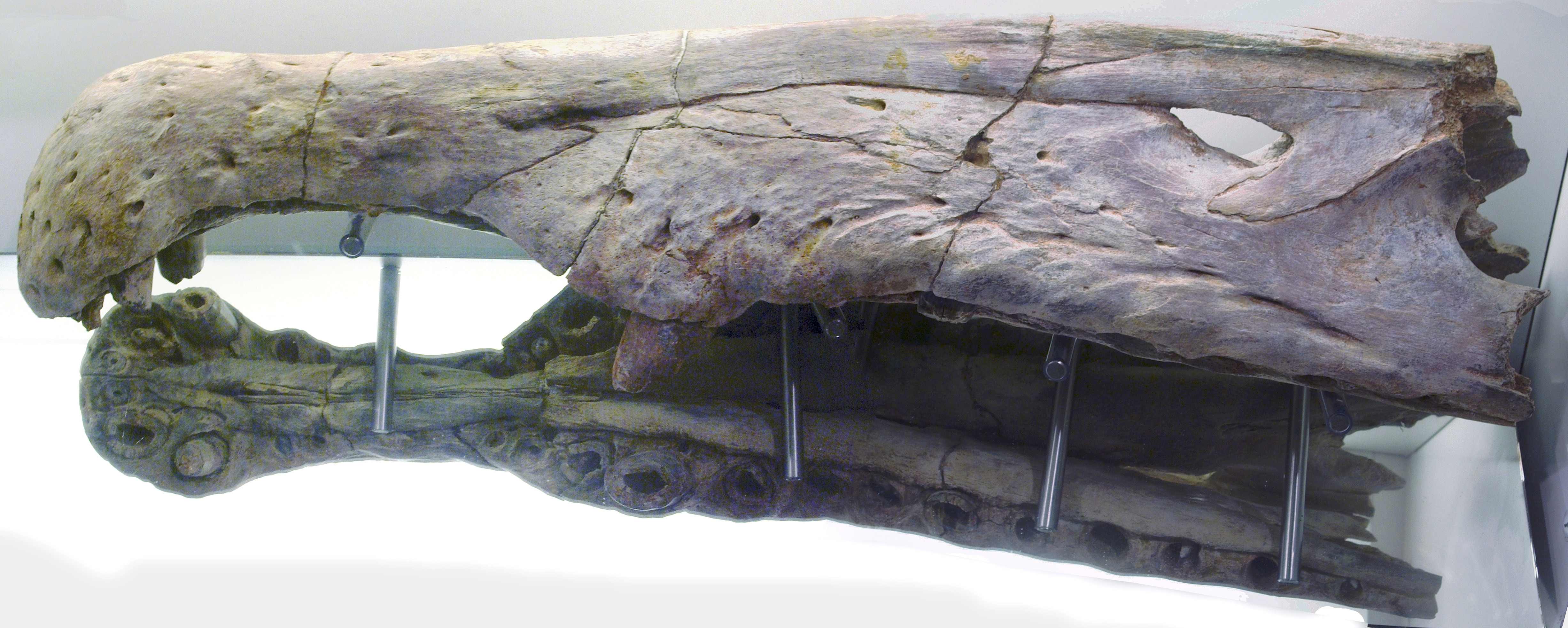
ミラノ市立自然史博物館の S. aegyptiacus 標本（MSNM V4047）

スピノサウルスの部分的な標本は以下のものが記載されている。
BSP 1912 VIII 19
バハリヤ層から産出。シュトローマーにより1915年に記載されたホロタイプ標本。長さ75センチメートルにおよぶ左右の歯骨および板状骨、左上顎骨の直線状の断片、20本の歯、2個の頸椎、7個の胴椎、3個の仙椎、1個の尾椎、4個の肋骨、腹肋骨から構成され、どの部位も不完全である。9個の神経棘のうち最長のものは長さ1.65メートルに達する。シュトローマーは、この標本が約9700万年前にあたる前期セノマニアン期のものであると主張した。
この標本はドイツのミュンヘンに位置する古生物学博物館に所蔵されていたが、第二次世界大戦中であった1944年4月24日から25日にかけてのイギリス軍による爆撃で破壊された。これによりスピノサウルスの研究は長く停滞することになった。
しかし、詳細な絵と写真は現存している。1995年にシュトローマーの息子が父のアーカイブを同館に寄贈し、2000年にはスミスらが写真に基づくホロタイプ標本の研究を行った。スミスは、下顎の写真と装着された標本全体の写真を元に、1915年にシュトローマーが描いたオリジナルの図面はわずかに不正確であると結論づけた。2003年にオリバー・ローハットはシュトローマーのホロタイプ標本がアクロカントサウルスに似たカルカロドントサウルス科の神経棘とバリオニクスあるいはスコミムスの歯骨のキメラであると提唱したが、少なくとも一つ以上の後続研究でこの見解は棄却されている。
CMN 50791
カナダ自然博物館所蔵。モロッコのケムケム単層から産出した、長さ19.5センチメートルの中央部の頸椎。1996年にラッセルが記載した Spinosaurus maroccanus のホロタイプ標本である。記載論文では2つの中央部の頸椎（CMN 41768 と CMN 50790）、歯骨の前側断片（CMN 50832）、歯骨の中央断片（CMN 50833）、1個の胴椎の神経弓（CMN 50813）もS. maroccanusに割り当てられている。ラッセルは詳細な産地情報を明かしておらず、年代はおそらくアルビアン期としている。

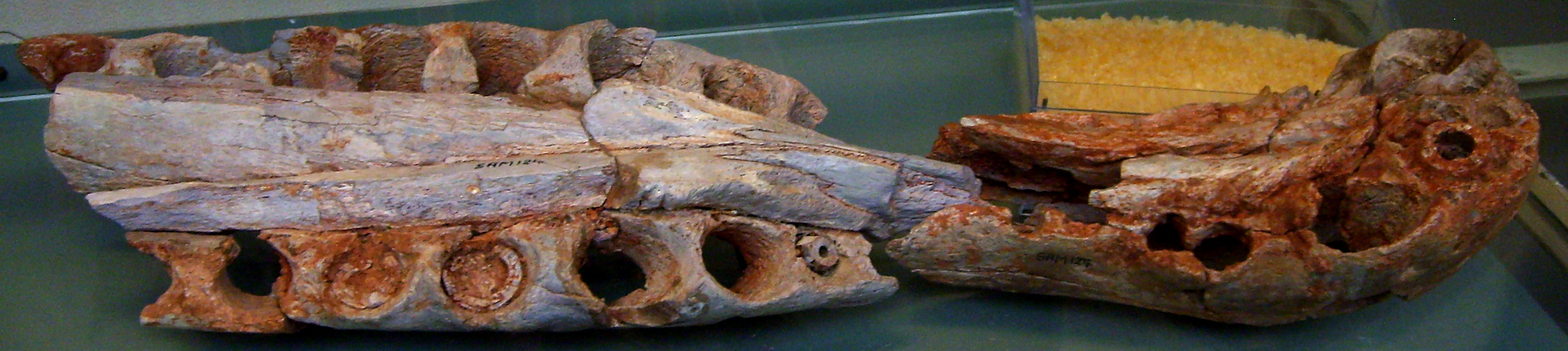
国立自然史博物館にて、S, maroccanus のMNHN SAM 124

MNHN SAM 124
フランスのパリに位置する国立自然史博物館所蔵。吻部（部分的な前上顎骨・部分的な上顎骨・鋤骨・歯骨の断片）の標本である。Taquet と Russell により1998年に記載されている。幅13.4 - 13.6センチメートルで、長さは記載されていない。アルジェリアから産出しており、年代はアルビアン期とされる。Taquet と Russell は、この標本が前上顎骨の断片（SAM 125）と2個の頸椎（SAM 126–127）および胴椎の神経弓（SAM 128）と共に S. maroccanus に分類可能と考えている。
BM231
チュニジアのチュニスに位置する Office National des Mines が所蔵。2002年に Buffetaut と Ouaja が記載。チュニジアのChenini累層 (en) のアルビアン階から産出した部分的な前側歯骨で、長さは11.5センチメートル。4個の歯槽と2本の部分的な歯が残されており、S. aegyptiacusの現存する標本と酷似する。
UCPC-2
シカゴ大学の古生物コレクションに所蔵されている。目の間から隆起する鶏冠を備えた、結合した狭い左右の鼻骨から構成される。長さ18センチメートル。1996年にモロッコのケムケム単層の前期セノマニアン階の部分から収集され、2005年にイタリアのミラノ市立自然史博物館に所属するクリスティアーノ・ダル・サッソらにより記載された。
MSNM V4047
ミラノ市立自然史博物館所蔵。ケムケム単層から産出し、2005年にダル・サッソらにより記載された標本。前上顎骨と部分的な歯骨および部分的な鼻骨から構成され、長さ98.8センチメートル。UCPC-2 と同様に、前期セノマニアン期のものと考えられる。2018年に Arden らはそのサイズからこの標本を暫定的にSigilmassasaurus brevicollis に再分類したが、対応する部位が存在しないため、どちらの分類群に属するかの判断は難しい。
FSAC-KK 11888
ケムケム単層から収集された亜成体の部分的な骨格。化石コレクターにより発掘されていたが、S. aegyptiacusのホロタイプに代わる標本を発見すべくシュトローマーの足取りを追っていたニザール・イブラヒムがコレクターの存在を知り、2013年にコレクターの居場所と産地を突き止めて層準などの情報が明らかになった。イブラヒムらにより2014年に記載され、ネオタイプ標本に指定されたが、2015年にエヴァースらがこの指定を棄却している。標本には頸椎・胴椎・神経棘・完全な仙骨、両大腿骨、両脛骨、趾骨、尾椎、肋骨、頭骨断片が含まれる。

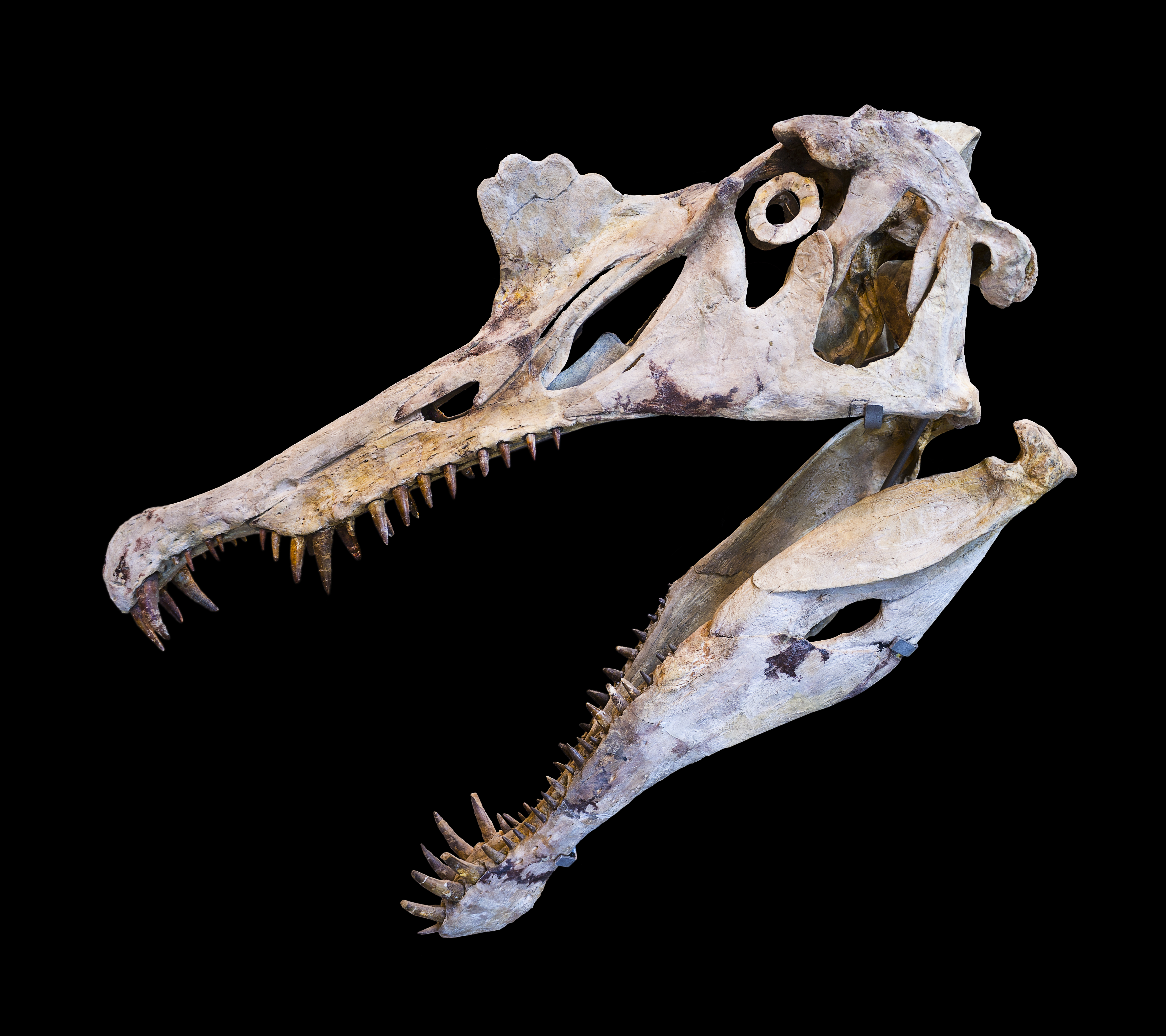
プライベートコレクションから復元された亜成体の骨格

その他の既知の標本は、より断片的な骨や単離した歯などで構成される。
- Buggetaut et al. (1989) では、チュニジアから産出した2本のスピノサウルスの歯のエナメル質の構造が記載された[26]。
- Buffetaut (1989, 1992) では、ドイツのゲオルク・アウグスト大学ゲッティンゲンの博物館の3つの標本が言及された。それぞれ上顎骨の断片（IMGP 969-1）、顎の断片（IMGP 969-2）、歯（IMGP 969-3）である[27][28]。これらは1971年にモロッコ南東部の上部アルビアン階あるいは下部セノマニアン階で発見された[27]。
- Kellner and Mader (1997) では、鋸歯を持たないモロッコ産のスピノサウルス科の2本の歯化石（LINHM 001 and 002）が記載され、S. aegyptiacus のホロタイプ標本に類似するとされた[29]。
- Benton et al. (2000) では、チュニジアのChenini累層から産出した歯がスピノサウルスのものとされた。この歯は狭く、断面がある程度の丸みを帯びていて、獣脚類や基盤的主竜類に特徴的な鋸歯が前側と後側に存在しなかった[30]。
- Brusatte and Sereno (2007) では、ニジェールのEchkar累層 (en) から産出した歯がスピノサウルスに割り当てられた[31]。
- Hasegawa et al. (2010) によると、化石展で購入された長さ8センチメートルの部分的な歯は、モロッコのケムケム単層から産出した S. maroccanus のものとされた。幅1 - 5ミリメートルの縦筋と、その間に不規則な稜が見られた[17]。

MHNM.KK374 to.KK378 はモロッコ南東部のケムケム地方で地元住民の採取や売買により入手された、大きさの異なる5つの単離した方形骨である。François Escuillié に寄贈され Muséum d’Histoire Naturelle of Marrakech のコレクションに加えられた。これらの方形骨は2種類の異なる形状を示しており、モロッコに2種のスピノサウルスが生息していたことが示唆される。

#### 可能性のある標本
スピノサウルスに属する可能性のある標本がケニアから報告されている。
シギルマッササウルスをスピノサウルスのジュニアシノニムと考える研究者もいる。イブラヒムらは2014年にシギルマッササウルスの標本を S. aegyptiacus に再分類し、またスピノサウルスBをネオタイプとした。これは他の論文の結論に従い、S. maroccanus を疑問名と考えたためである。2015年のシギルマッササウルスの再記載はこの結論を否定し、有効な属と見なしている。この結論は2018年にアーデンらが支持した。アーデンらはシギルマッササウルスを独立した属としつつ、スピノサウルスに非常に近縁な属として扱い、2属を合わせたスピノサウルス族を提唱した。
Symth et al. (2020) ではケムケム層群のスピノサウルス亜科が評価され、ブラジルのスピノサウルス亜科であるオキサライアに S. aegyptiacus のジュニアシノニムの可能性があるとされた。これはオキサライアに分類された標本の観察に基づいて、オキサライアの固有派生形質がスピノサウルスにも当てはまると判断して提唱された。今後の研究で裏付けられれば、"S. aegyptiacus" がより広範囲で分布していたことになり、この時期の南アメリカとアフリカの動物相の交流を裏付けることになる。さらに、この研究はスピノサウルスとシギルマササウルスが同属であることを示している。

## 特徴

### 大きさ
1926年にフリードリヒ・フォン・ヒューネ、1982年にドナルド・F・グルトは、彼らの研究においてスピノサウルスを最大の獣脚類として扱い、全長15メートル、体重6トンとした。1988年には、グレゴリー・ポールも全長15メートルと最大の獣脚類として挙げたが、体重は4トンと推定している。
2005年、ダル・サッソらは頭骨長の関係においてスピノサウルスとスピノサウルス科のスコミムスが同様のプロポーションを持つと見なし、スピノサウルスの全長を16 - 18メートル、体重7 - 9トンと推定した。頭骨長の推定が不確定であることからこれらの推定は批判された。なお、この推定に基づいて全長11メートル体重3.8トンのスコミムスを基準にすると、スピノサウルスの体重は11.7 - 16.7トンと推定される。
2007年に François Therrien とドナルド・ヘンダーソンは、頭骨長に基づいてスピノサウルスの以前の推定値を変更し、全長を下方修正、体重を上方修正した。1.5 - 1.75メートルという推定頭骨長に基づくと、全長は12.6 - 14.3メートル、体重は12 - 20.9トンとなる。最小の推定値からは、スピノサウルスがカルカロドントサウルスやギガノトサウルスよりも全長が短かったことが示唆される。
2014年、ニザール・イブラヒムらはスピノサウルスが全長15メートル以上に達した可能性があると示唆した。しかし、2022年、ポール・セレノらはCTベースの3D画像を構築することによって、標本MSNM V4047にスケーリングし、最大全長約14メートル、最大体重約7.4トンとした。彼らは、2020年のイブラヒムらによる復元はCTに基づく寸法よりも仙骨前柱の長さを10%、胸郭の深さを25%、前肢の長さを30%過大評価していたと主張した。

大型獣脚類の大きさ比較。S. aegyptiacus は赤色。
最大の標本、ホロタイプ標本、ネオタイプ標本、最小の標本に基づく比較。

### 頭骨

頭骨のダイアグラム

頭骨の吻部は狭く、鋸歯を持たない真っ直ぐで円錐形の歯が並ぶ。前上顎骨歯は左右それぞれ6本あるいは7本、上顎骨歯はそれぞれ12本生えている。前上顎骨の左右それぞれの前から2,3番目の歯は他の前上顎骨歯より大型になっており、前上顎骨歯と前方の大型の上顎骨歯の間には空隙が開いている。この空隙には下顎の大型の歯が面する。前面の大型の歯を持つ吻部の先端は拡大しており、両目の正面には小型の鶏冠が存在する。MSNM V4047 と UCPC-2 および BSP 1912 VIII 19 の3標本の寸法を用い、MSNM V4047の後眼窩部がイリタトルの頭蓋骨の後眼窩部に似た形状をしていると仮定して、Dal Sasso et al. (2005) ではスピノサウルスの頭骨長は1.75メートルと推定されたが、後の推定値は1.6 - 1.68メートルにとされた。ダル・サッソらの推定頭骨長は、スピノサウルス科の種ごとに頭骨の形状が大きく異なることと、MSNM V4047 がスピノサウルス属でない可能性があることから、疑問視されている。

### ポストクラニアル

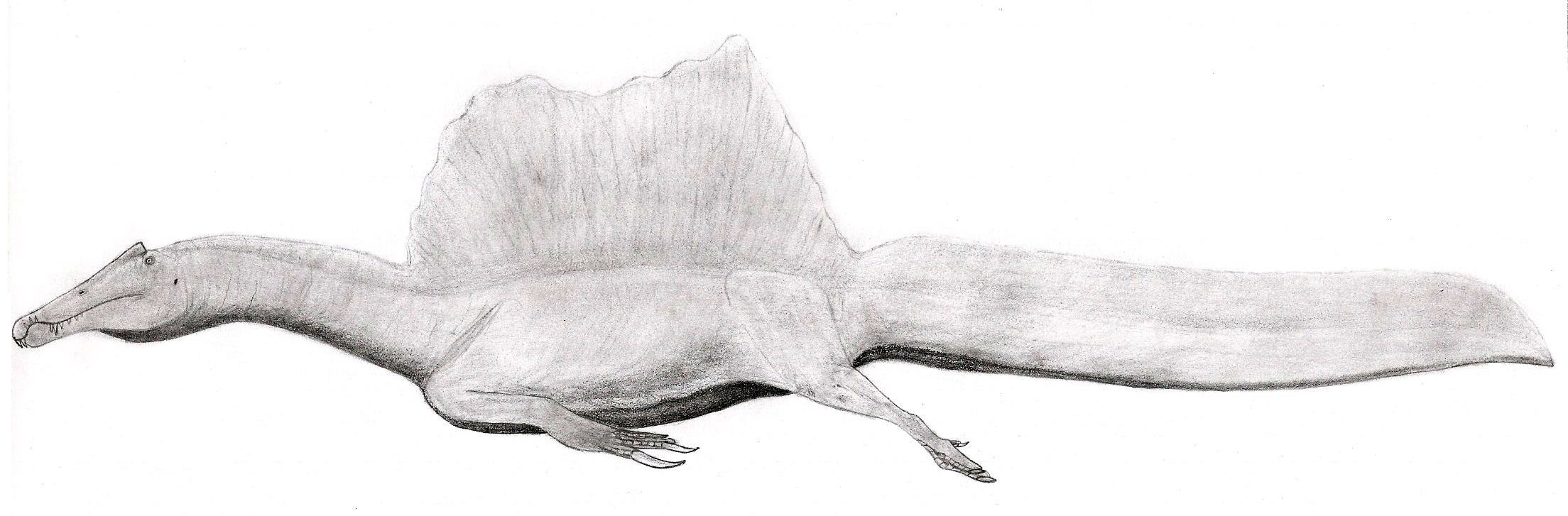
遊泳姿勢での生体復元

スピノサウルス科に共通して、スピノサウルスには長い筋肉質な頸部があり、シグモイド型あるいはS字型をなしていた。肩は発達していて、前肢は大型かつ強靭で、それぞれの手に鉤爪の生えた3本の指が備わっていた。第1指が最大の指であったと考えられる。指骨は長く、鉤爪はある程度のカーブを描いていて、他のスピノサウルス科と比較して手が長かったことが示唆されている。
胴椎からは非常に高い神経棘が伸びており、生体では皮膚に覆われた帆を形作っていたと思われる。神経棘の長さは根元である椎体の直径の10倍を超えていた。神経棘は基部の前後方向の長さが上部に比べてやや長い。これはエダフォサウルスやディメトロドンに見られる細い棒状の神経棘や、オウラノサウルスのより厚い神経棘と対照的である。スピノサウルスの帆と同様の構造はそれよりも数百万年前に同じ地域に生息していたオウラノサウルスや南米のアマルガサウルスにも存在したと考えられている。恐竜出現以前の動物であったディメトロドンにも同様の帆があったと考えられる。

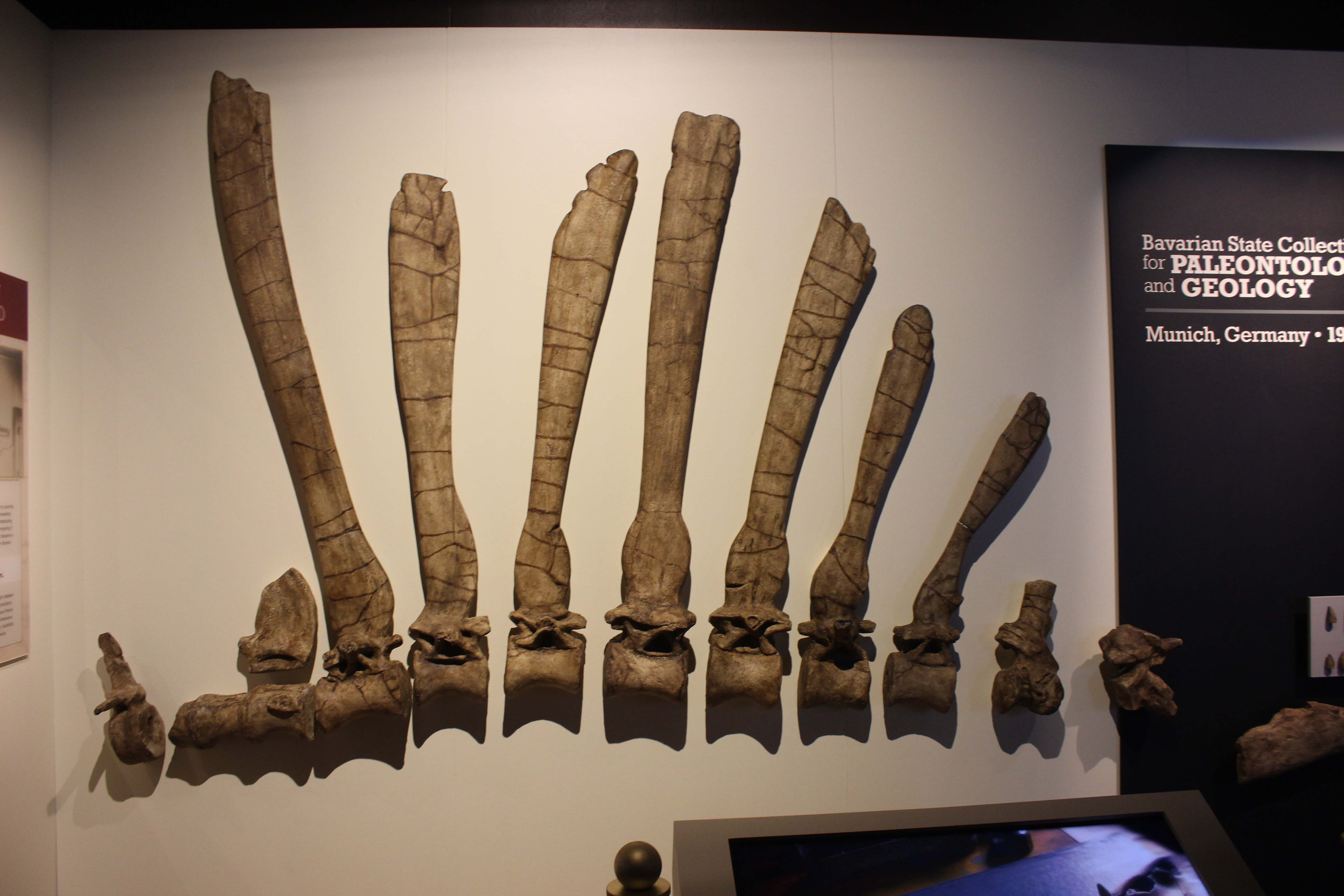
ワシントンD.C.にて、ナショナルジオグラフィック協会の所有するホロタイプ標本の椎骨のレプリカ

シュトローマーは1915年に、神経棘は帆というよりも脂肪により形成されるコブを支持する構造であった可能性があると指摘した。ジャック・ボウマン・バイリーも1997年に同様の指摘をしている。バイリーはこの仮説の裏付けとして、スピノサウルスとオウラノサウルスの神経棘が帆を有する盤竜類の骨よりも厚く、メガセロプスやバイソンのように筋肉で覆われたコブを有する哺乳類の骨に類似すると指摘した。一方で2014年にニザール・イブラヒムらは 、神経棘のコンパクトさや鋭い縁および推測される血行の悪さに基づいて、神経棘はカメレオンのように皮膚で覆われていたと提唱した。

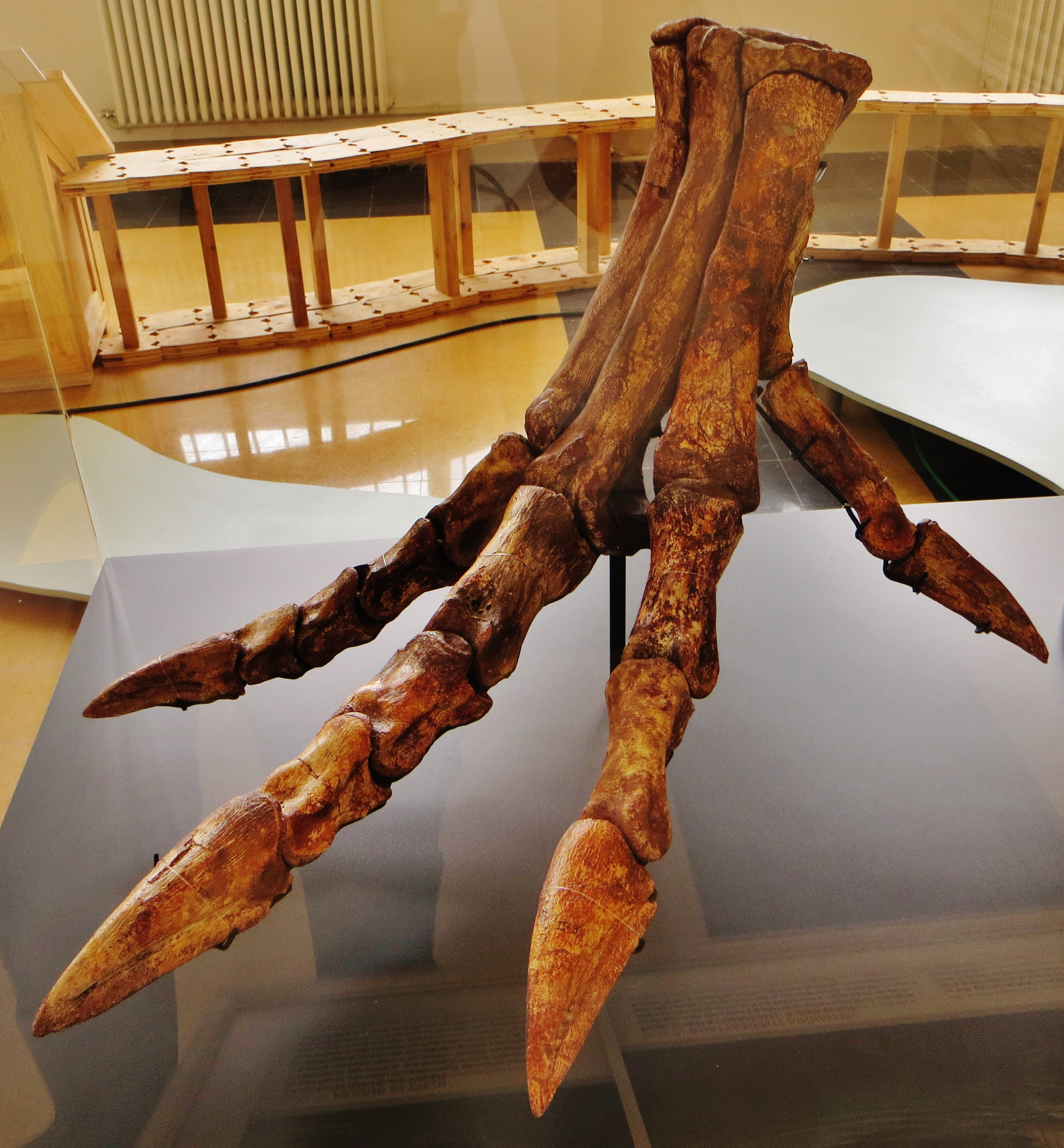
足の復元

スピノサウルスは骨盤が他の大型獣脚類よりも遥かに小さい。後肢は短く、全長の25%程度で、脛骨が大腿骨より長かった。他の獣脚類と異なり、スピノサウルスの第1趾は接地しており、趾骨は長く頑強であった。先端は底が平らな浅い鉤爪が備わっていた。足の形態はチドリ亜目に類似し、スピノサウルスの足は不安定な地面の歩行に適応して波打っていた可能性が示唆されている。

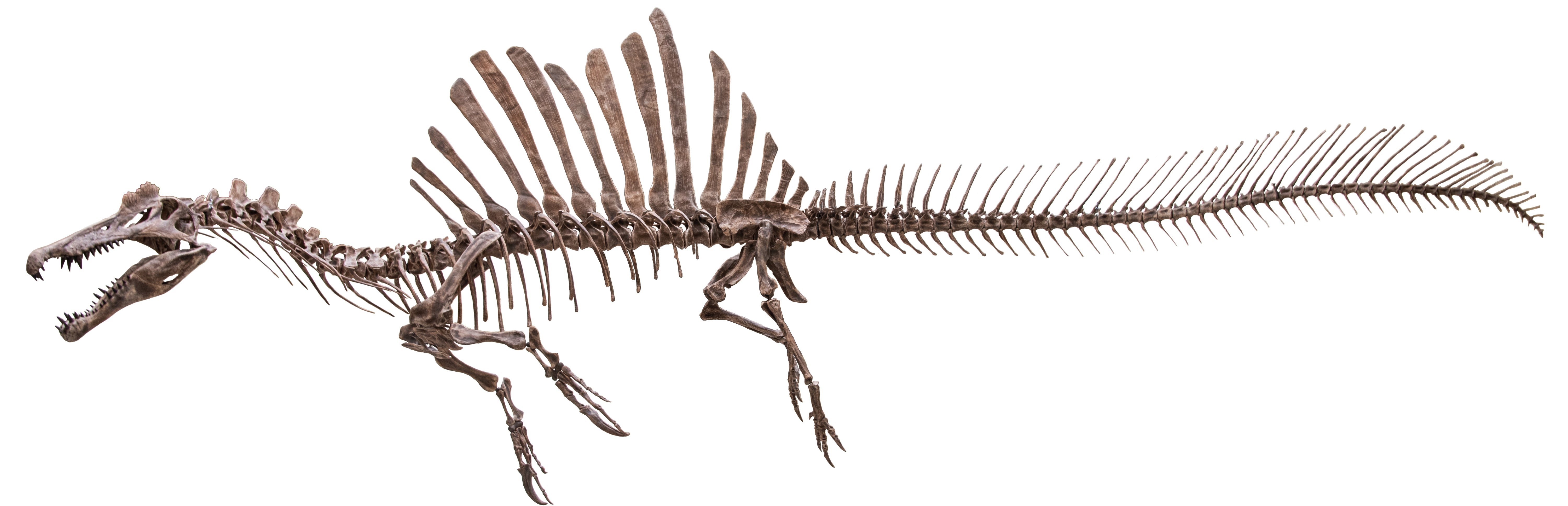
スピノサウルスの全身骨格

尾椎からも神経棘が長く突出しており、その下側では血道弓も発達していた。このためワニやイモリ科と比べ尾は左右に狭く上下に高いヒレ状の形状をなしていた。

### 骨密度
スピノサウルスの骨密度は獣脚類にしては非常に高く、これは現代のペンギンやジュゴンに近い水棲適応をしていたことに由来すると言われている。

## 分類

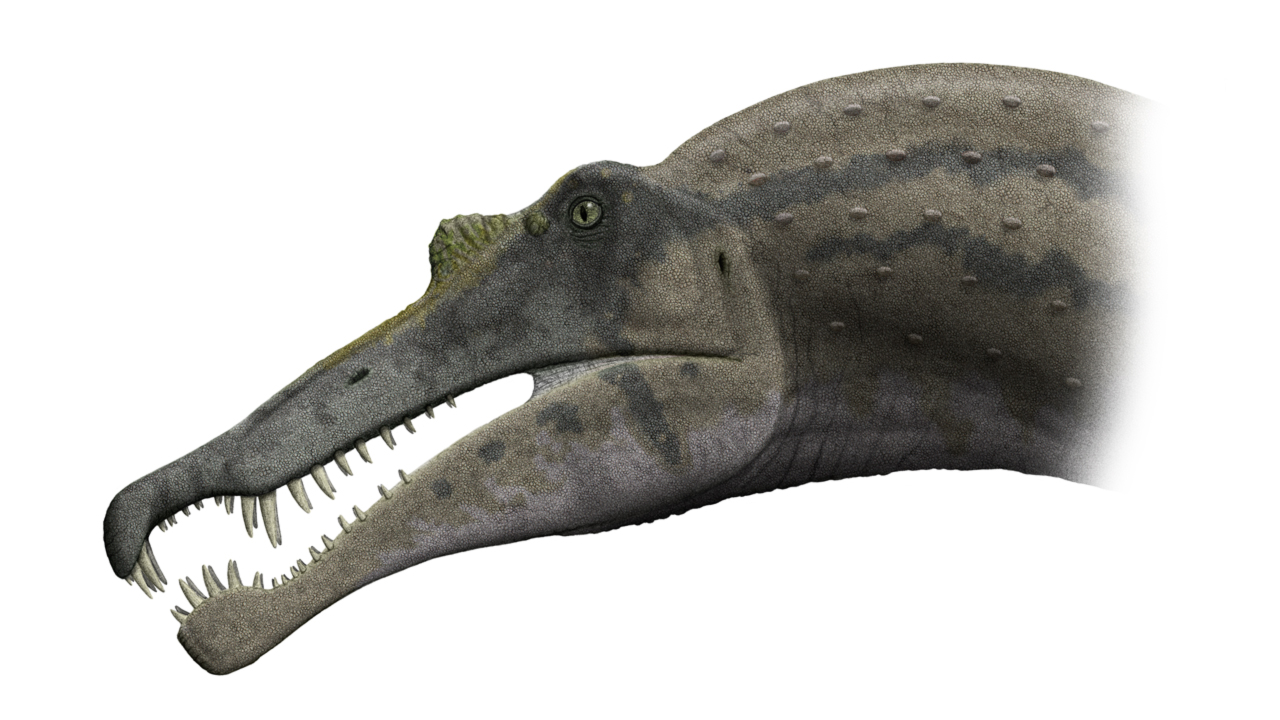
ダル・サッソによる2005年の復元に基づく S. aegyptiacus

スピノサウルスの属するスピノサウルス科はバリオニクス亜科とスピノサウルス亜科の二つに大別される。バリオニクス亜科にはバリオニクス（イングランド南部）とスコミムス（ニジェール）、スピノサウルス亜科にはスピノサウルスやシギルマッササウルスおよびオキサライア、シアモサウルス、イクチオヴェナトル、イリタトル、アンガトラマ（おそらくイリタトルのシノニム）が分類されている。スピノサウルス亜科は鋸歯を持たない真っ直ぐな歯が広く間を開けて並んでいる点が共通しており、これは上顎骨の片側に鋸歯のある曲がった歯が密に並ぶバリオニクス亜科と異なる。
アーデンらによる2018年のスピノサウルス科の研究では、Irritator challengeri あるいは Oxalaia quilombensis よりも S. aegyptiacus に近縁な全てのスピノサウルス科として定義された分類群であるスピノサウルス族が命名された。

### 系統
スピノサウルス亜科は1998年にポール・セレノにより命名され、2004年にトーマス・R・ホルツ・ジュニアらにより Baryonyx walkeri よりも S. aegyptiacus に近縁な全ての分類群として定義された。一方でバリオニクス亜科は1986年にアラン・J・カリグとアンジェラ・C・ミルナーにより命名された。彼らが新たに発見されたバリオニクスの亜科を設置した後、この亜科はスピノサウルス科に分類された。ホルツらは2004年にバリオニクス亜科も定義しており、S. aegyptiacus よりも Baryonyx walkeri に近縁な全ての分類群と定義した。Sales et al. (2017) では、南アメリカのスピノサウルス科であるアンガトラマとイリタトルおよびオキサライアは、頭骨と歯の特徴や系統解析からバリオニクス亜科とスピノサウルス亜科の中間型であると発表された。これによるとバリオニクス亜科は実際には単系統群ではないことになる。以下にクラドグラムを示す。

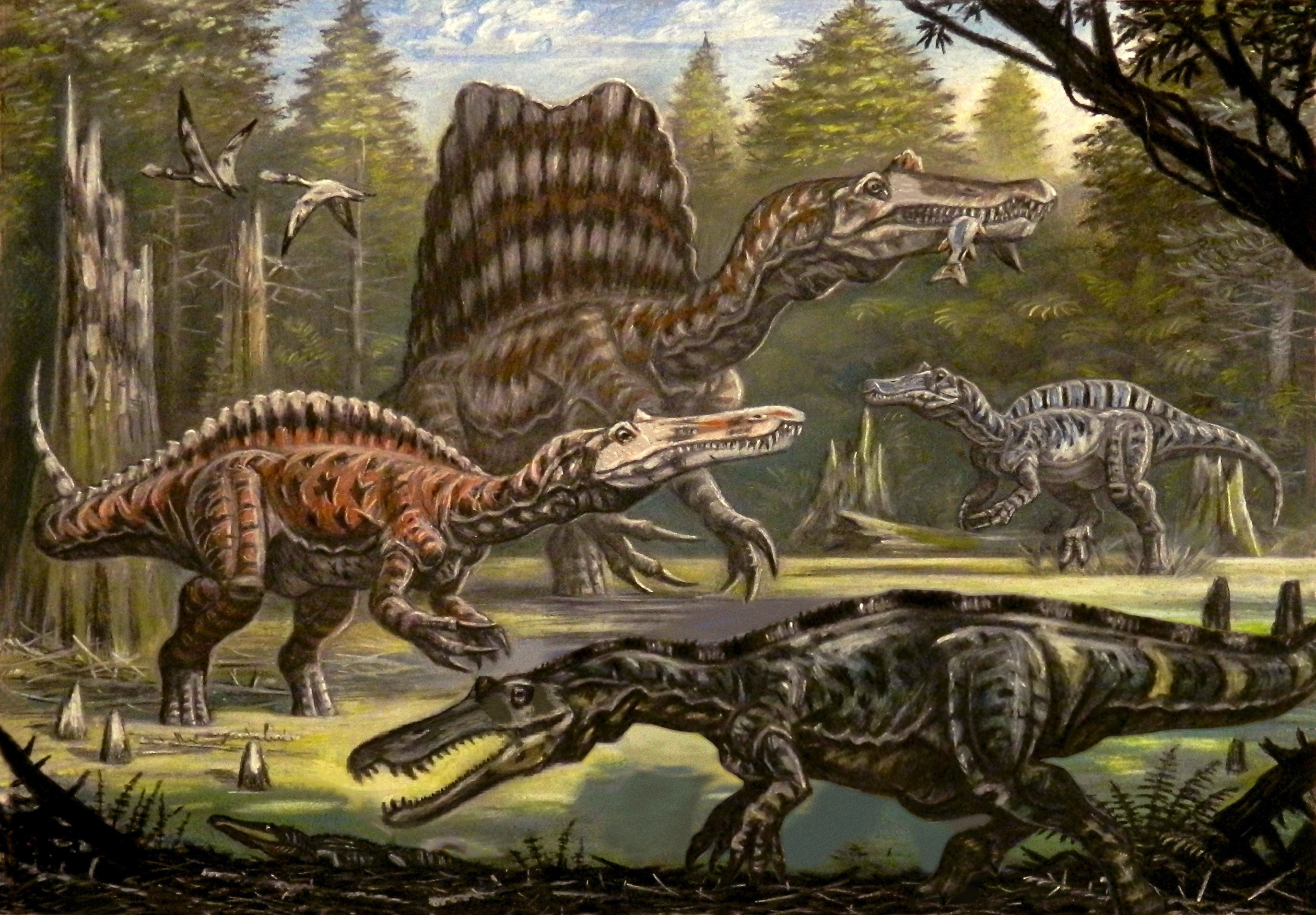
様々なスピノサウルス科恐竜を描いたパレオアート。現実には、同じ地域と時代に共存していたわけではない。

|  | アンガトラマ                                                    |
|  |                                                                 |
|  | \| \| オキサライア \| \| \| \| \| \| スピノサウルス \| \| \| \| |
|  |                                                                 |
|  | オキサライア                                                    |
|  |                                                                 |
|  | スピノサウルス                                                  |
|  |                                                                 |

|  | オキサライア   |
|  |                |
|  | スピノサウルス |
|  |                |

|  | アンガトラマ                                                    |
|  |                                                                 |
|  | \| \| オキサライア \| \| \| \| \| \| スピノサウルス \| \| \| \| |
|  |                                                                 |
|  | オキサライア                                                    |
|  |                                                                 |
|  | スピノサウルス                                                  |
|  |                                                                 |

|  | オキサライア   |
|  |                |
|  | スピノサウルス |
|  |                |

以下のクラドグラムは Arden et al. (2018)に基づく。

|  | Baryonyx walkeri      |
|  |                       |
|  | Suchomimus tenerensis |
|  |                       |

|                  | Irritator challengeri |
|                  | |
|                  | Oxalaia quilombensis |
|                  | |
| スピノサウルス族 | \| \| Gara Samani taxon \| \| \| \| \| \| Sigilmassasaurus brevicollis \| \| \| \| \| \| Spinosaurus aegyptiacus \| \| \| \| |
|                  | \| \| Gara Samani taxon \| \| \| \| \| \| Sigilmassasaurus brevicollis \| \| \| \| \| \| Spinosaurus aegyptiacus \| \| \| \| |
|                  | Gara Samani taxon |
|                  | |
|                  | Sigilmassasaurus brevicollis                                                                                                 |
|                  | |
|                  | Spinosaurus aegyptiacus |
|                  | |

|  | Gara Samani taxon            |
|  |                              |
|  | Sigilmassasaurus brevicollis |
|  |                              |
|  | Spinosaurus aegyptiacus      |
|  |                              |

|                  | Irritator challengeri |
|                  | |
|                  | Oxalaia quilombensis |
|                  | |
| スピノサウルス族 | \| \| Gara Samani taxon \| \| \| \| \| \| Sigilmassasaurus brevicollis \| \| \| \| \| \| Spinosaurus aegyptiacus \| \| \| \| |
|                  | \| \| Gara Samani taxon \| \| \| \| \| \| Sigilmassasaurus brevicollis \| \| \| \| \| \| Spinosaurus aegyptiacus \| \| \| \| |
|                  | Gara Samani taxon |
|                  | |
|                  | Sigilmassasaurus brevicollis                                                                                                 |
|                  | |
|                  | Spinosaurus aegyptiacus |
|                  | |

|  | Gara Samani taxon            |
|  |                              |
|  | Sigilmassasaurus brevicollis |
|  |                              |
|  | Spinosaurus aegyptiacus      |
|  |                              |

|                  | Irritator challengeri |
|                  | |
|                  | Oxalaia quilombensis |
|                  | |
| スピノサウルス族 | \| \| Gara Samani taxon \| \| \| \| \| \| Sigilmassasaurus brevicollis \| \| \| \| \| \| Spinosaurus aegyptiacus \| \| \| \| |
|                  | \| \| Gara Samani taxon \| \| \| \| \| \| Sigilmassasaurus brevicollis \| \| \| \| \| \| Spinosaurus aegyptiacus \| \| \| \| |
|                  | Gara Samani taxon |
|                  | |
|                  | Sigilmassasaurus brevicollis                                                                                                 |
|                  | |
|                  | Spinosaurus aegyptiacus |
|                  | |

|  | Gara Samani taxon            |
|  |                              |
|  | Sigilmassasaurus brevicollis |
|  |                              |
|  | Spinosaurus aegyptiacus      |
|  |                              |

|                  | Irritator challengeri |
|                  | |
|                  | Oxalaia quilombensis |
|                  | |
| スピノサウルス族 | \| \| Gara Samani taxon \| \| \| \| \| \| Sigilmassasaurus brevicollis \| \| \| \| \| \| Spinosaurus aegyptiacus \| \| \| \| |
|                  | \| \| Gara Samani taxon \| \| \| \| \| \| Sigilmassasaurus brevicollis \| \| \| \| \| \| Spinosaurus aegyptiacus \| \| \| \| |
|                  | Gara Samani taxon |
|                  | |
|                  | Sigilmassasaurus brevicollis                                                                                                 |
|                  | |
|                  | Spinosaurus aegyptiacus |
|                  | |

|  | Gara Samani taxon            |
|  |                              |
|  | Sigilmassasaurus brevicollis |
|  |                              |
|  | Spinosaurus aegyptiacus      |
|  |                              |

|                  | Irritator challengeri |
|                  | |
|                  | Oxalaia quilombensis |
|                  | |
| スピノサウルス族 | \| \| Gara Samani taxon \| \| \| \| \| \| Sigilmassasaurus brevicollis \| \| \| \| \| \| Spinosaurus aegyptiacus \| \| \| \| |
|                  | \| \| Gara Samani taxon \| \| \| \| \| \| Sigilmassasaurus brevicollis \| \| \| \| \| \| Spinosaurus aegyptiacus \| \| \| \| |
|                  | Gara Samani taxon |
|                  | |
|                  | Sigilmassasaurus brevicollis                                                                                                 |
|                  | |
|                  | Spinosaurus aegyptiacus |
|                  | |

|  | Gara Samani taxon            |
|  |                              |
|  | Sigilmassasaurus brevicollis |
|  |                              |
|  | Spinosaurus aegyptiacus      |
|  |                              |

|                  | Irritator challengeri |
|                  | |
|                  | Oxalaia quilombensis |
|                  | |
| スピノサウルス族 | \| \| Gara Samani taxon \| \| \| \| \| \| Sigilmassasaurus brevicollis \| \| \| \| \| \| Spinosaurus aegyptiacus \| \| \| \| |
|                  | \| \| Gara Samani taxon \| \| \| \| \| \| Sigilmassasaurus brevicollis \| \| \| \| \| \| Spinosaurus aegyptiacus \| \| \| \| |
|                  | Gara Samani taxon |
|                  | |
|                  | Sigilmassasaurus brevicollis                                                                                                 |
|                  | |
|                  | Spinosaurus aegyptiacus |
|                  | |

|  | Gara Samani taxon            |
|  |                              |
|  | Sigilmassasaurus brevicollis |
|  |                              |
|  | Spinosaurus aegyptiacus      |
|  |                              |

|                  | Irritator challengeri |
|                  | |
|                  | Oxalaia quilombensis |
|                  | |
| スピノサウルス族 | \| \| Gara Samani taxon \| \| \| \| \| \| Sigilmassasaurus brevicollis \| \| \| \| \| \| Spinosaurus aegyptiacus \| \| \| \| |
|                  | \| \| Gara Samani taxon \| \| \| \| \| \| Sigilmassasaurus brevicollis \| \| \| \| \| \| Spinosaurus aegyptiacus \| \| \| \| |
|                  | Gara Samani taxon |
|                  | |
|                  | Sigilmassasaurus brevicollis                                                                                                 |
|                  | |
|                  | Spinosaurus aegyptiacus |
|                  | |

|  | Gara Samani taxon            |
|  |                              |
|  | Sigilmassasaurus brevicollis |
|  |                              |
|  | Spinosaurus aegyptiacus      |
|  |                              |

|                  | Irritator challengeri |
|                  | |
|                  | Oxalaia quilombensis |
|                  | |
| スピノサウルス族 | \| \| Gara Samani taxon \| \| \| \| \| \| Sigilmassasaurus brevicollis \| \| \| \| \| \| Spinosaurus aegyptiacus \| \| \| \| |
|                  | \| \| Gara Samani taxon \| \| \| \| \| \| Sigilmassasaurus brevicollis \| \| \| \| \| \| Spinosaurus aegyptiacus \| \| \| \| |
|                  | Gara Samani taxon |
|                  | |
|                  | Sigilmassasaurus brevicollis                                                                                                 |
|                  | |
|                  | Spinosaurus aegyptiacus |
|                  | |

|  | Gara Samani taxon            |
|  |                              |
|  | Sigilmassasaurus brevicollis |
|  |                              |
|  | Spinosaurus aegyptiacus      |
|  |                              |

|  | Baryonyx walkeri      |
|  |                       |
|  | Suchomimus tenerensis |
|  |                       |

|                  | Irritator challengeri |
|                  | |
|                  | Oxalaia quilombensis |
|                  | |
| スピノサウルス族 | \| \| Gara Samani taxon \| \| \| \| \| \| Sigilmassasaurus brevicollis \| \| \| \| \| \| Spinosaurus aegyptiacus \| \| \| \| |
|                  | \| \| Gara Samani taxon \| \| \| \| \| \| Sigilmassasaurus brevicollis \| \| \| \| \| \| Spinosaurus aegyptiacus \| \| \| \| |
|                  | Gara Samani taxon |
|                  | |
|                  | Sigilmassasaurus brevicollis                                                                                                 |
|                  | |
|                  | Spinosaurus aegyptiacus |
|                  | |

|  | Gara Samani taxon            |
|  |                              |
|  | Sigilmassasaurus brevicollis |
|  |                              |
|  | Spinosaurus aegyptiacus      |
|  |                              |

|                  | Irritator challengeri |
|                  | |
|                  | Oxalaia quilombensis |
|                  | |
| スピノサウルス族 | \| \| Gara Samani taxon \| \| \| \| \| \| Sigilmassasaurus brevicollis \| \| \| \| \| \| Spinosaurus aegyptiacus \| \| \| \| |
|                  | \| \| Gara Samani taxon \| \| \| \| \| \| Sigilmassasaurus brevicollis \| \| \| \| \| \| Spinosaurus aegyptiacus \| \| \| \| |
|                  | Gara Samani taxon |
|                  | |
|                  | Sigilmassasaurus brevicollis                                                                                                 |
|                  | |
|                  | Spinosaurus aegyptiacus |
|                  | |

|  | Gara Samani taxon            |
|  |                              |
|  | Sigilmassasaurus brevicollis |
|  |                              |
|  | Spinosaurus aegyptiacus      |
|  |                              |

|                  | Irritator challengeri |
|                  | |
|                  | Oxalaia quilombensis |
|                  | |
| スピノサウルス族 | \| \| Gara Samani taxon \| \| \| \| \| \| Sigilmassasaurus brevicollis \| \| \| \| \| \| Spinosaurus aegyptiacus \| \| \| \| |
|                  | \| \| Gara Samani taxon \| \| \| \| \| \| Sigilmassasaurus brevicollis \| \| \| \| \| \| Spinosaurus aegyptiacus \| \| \| \| |
|                  | Gara Samani taxon |
|                  | |
|                  | Sigilmassasaurus brevicollis                                                                                                 |
|                  | |
|                  | Spinosaurus aegyptiacus |
|                  | |

|  | Gara Samani taxon            |
|  |                              |
|  | Sigilmassasaurus brevicollis |
|  |                              |
|  | Spinosaurus aegyptiacus      |
|  |                              |

|                  | Irritator challengeri |
|                  | |
|                  | Oxalaia quilombensis |
|                  | |
| スピノサウルス族 | \| \| Gara Samani taxon \| \| \| \| \| \| Sigilmassasaurus brevicollis \| \| \| \| \| \| Spinosaurus aegyptiacus \| \| \| \| |
|                  | \| \| Gara Samani taxon \| \| \| \| \| \| Sigilmassasaurus brevicollis \| \| \| \| \| \| Spinosaurus aegyptiacus \| \| \| \| |
|                  | Gara Samani taxon |
|                  | |
|                  | Sigilmassasaurus brevicollis                                                                                                 |
|                  | |
|                  | Spinosaurus aegyptiacus |
|                  | |

|  | Gara Samani taxon            |
|  |                              |
|  | Sigilmassasaurus brevicollis |
|  |                              |
|  | Spinosaurus aegyptiacus      |
|  |                              |

|                  | Irritator challengeri |
|                  | |
|                  | Oxalaia quilombensis |
|                  | |
| スピノサウルス族 | \| \| Gara Samani taxon \| \| \| \| \| \| Sigilmassasaurus brevicollis \| \| \| \| \| \| Spinosaurus aegyptiacus \| \| \| \| |
|                  | \| \| Gara Samani taxon \| \| \| \| \| \| Sigilmassasaurus brevicollis \| \| \| \| \| \| Spinosaurus aegyptiacus \| \| \| \| |
|                  | Gara Samani taxon |
|                  | |
|                  | Sigilmassasaurus brevicollis                                                                                                 |
|                  | |
|                  | Spinosaurus aegyptiacus |
|                  | |

|  | Gara Samani taxon            |
|  |                              |
|  | Sigilmassasaurus brevicollis |
|  |                              |
|  | Spinosaurus aegyptiacus      |
|  |                              |

|                  | Irritator challengeri |
|                  | |
|                  | Oxalaia quilombensis |
|                  | |
| スピノサウルス族 | \| \| Gara Samani taxon \| \| \| \| \| \| Sigilmassasaurus brevicollis \| \| \| \| \| \| Spinosaurus aegyptiacus \| \| \| \| |
|                  | \| \| Gara Samani taxon \| \| \| \| \| \| Sigilmassasaurus brevicollis \| \| \| \| \| \| Spinosaurus aegyptiacus \| \| \| \| |
|                  | Gara Samani taxon |
|                  | |
|                  | Sigilmassasaurus brevicollis                                                                                                 |
|                  | |
|                  | Spinosaurus aegyptiacus |
|                  | |

|  | Gara Samani taxon            |
|  |                              |
|  | Sigilmassasaurus brevicollis |
|  |                              |
|  | Spinosaurus aegyptiacus      |
|  |                              |

|                  | Irritator challengeri |
|                  | |
|                  | Oxalaia quilombensis |
|                  | |
| スピノサウルス族 | \| \| Gara Samani taxon \| \| \| \| \| \| Sigilmassasaurus brevicollis \| \| \| \| \| \| Spinosaurus aegyptiacus \| \| \| \| |
|                  | \| \| Gara Samani taxon \| \| \| \| \| \| Sigilmassasaurus brevicollis \| \| \| \| \| \| Spinosaurus aegyptiacus \| \| \| \| |
|                  | Gara Samani taxon |
|                  | |
|                  | Sigilmassasaurus brevicollis                                                                                                 |
|                  | |
|                  | Spinosaurus aegyptiacus |
|                  | |

|  | Gara Samani taxon            |
|  |                              |
|  | Sigilmassasaurus brevicollis |
|  |                              |
|  | Spinosaurus aegyptiacus      |
|  |                              |

|                  | Irritator challengeri |
|                  | |
|                  | Oxalaia quilombensis |
|                  | |
| スピノサウルス族 | \| \| Gara Samani taxon \| \| \| \| \| \| Sigilmassasaurus brevicollis \| \| \| \| \| \| Spinosaurus aegyptiacus \| \| \| \| |
|                  | \| \| Gara Samani taxon \| \| \| \| \| \| Sigilmassasaurus brevicollis \| \| \| \| \| \| Spinosaurus aegyptiacus \| \| \| \| |
|                  | Gara Samani taxon |
|                  | |
|                  | Sigilmassasaurus brevicollis                                                                                                 |
|                  | |
|                  | Spinosaurus aegyptiacus |
|                  | |

|  | Gara Samani taxon            |
|  |                              |
|  | Sigilmassasaurus brevicollis |
|  |                              |
|  | Spinosaurus aegyptiacus      |
|  |                              |

## 古生物学

### 神経棘の機能

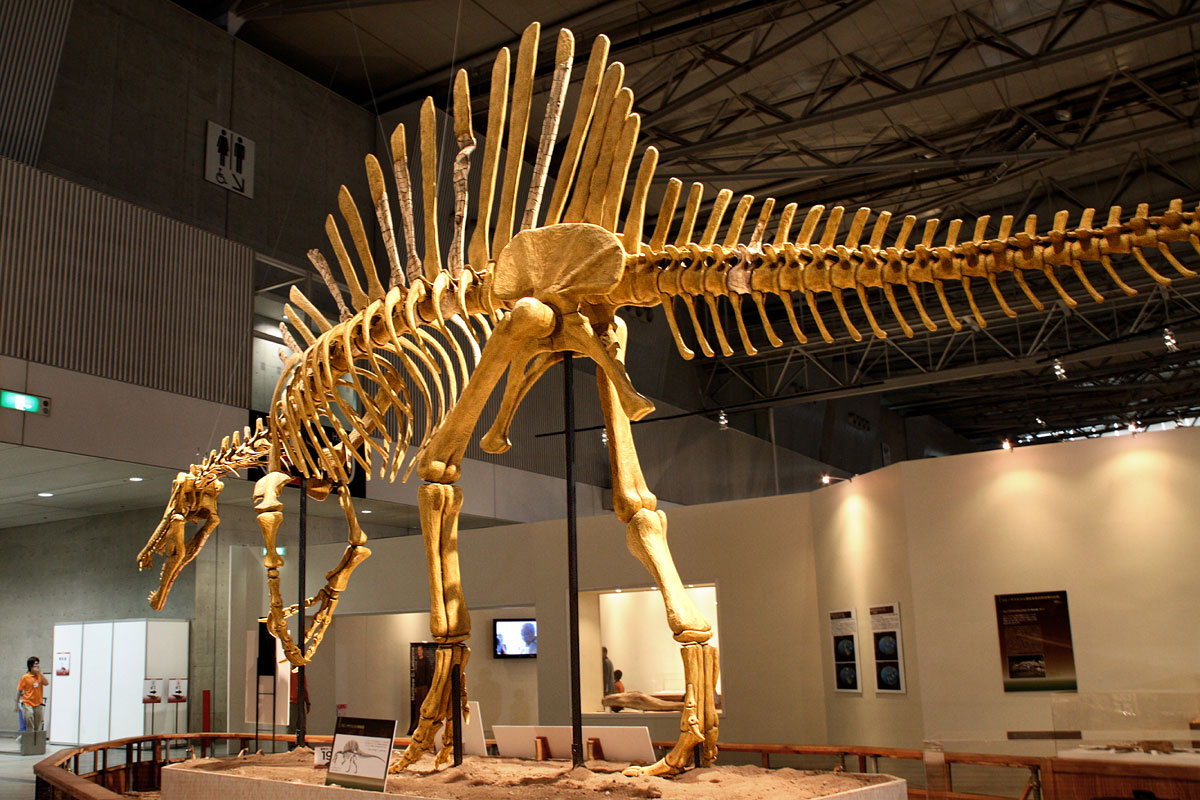
背後から見た復元骨格（二足歩行の復元）

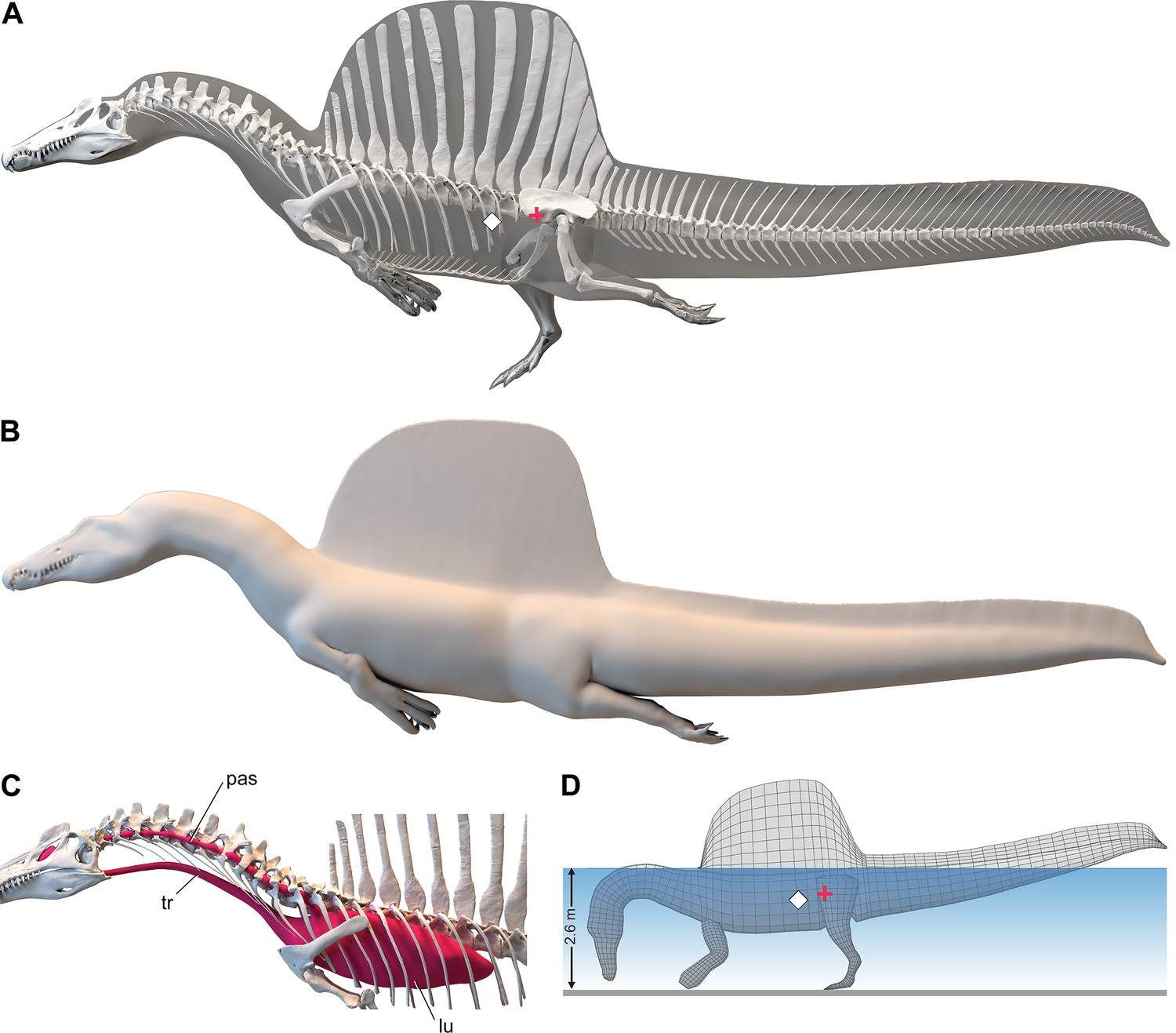
(A) スピノサウルスの全身骨格図、(B)スピノサウルスの立体想像図、(C)スピノサウルスの気嚢、(D)スピノサウルスの背の高さ

スピノサウルスの帆あるいはコブの用途は定かではない。研究者の提唱する仮説には、体温調節やディスプレイならびに威嚇に用いられたとする説がある。
この構造に大量の血管が張り巡らされていたならば、スピノサウルスは帆の広い面積を利用して熱を得られたと考えられる。これは、スピノサウルスの恒温性が高くなく、また夜間に気温が低く、日照時間の短くない環境に生息していたことを暗示する。また、この構造からの放熱も可能であった。大型動物は体の表面積に対して体積が大きいため、気温が高い場合はいかにして体温を逃がすかという問題に直面する。帆は体積の増加を最小限に抑えながら肌の表面積を拡張したほか、太陽光線と平行に向けるか風向きと直角に向けることにより極めて効率的な冷却が可能であった。しかし、Bailey (1997) では帆は放熱する以上に吸熱する可能性があるとの見解が述べられている。彼はスピノサウルスおよび他の恐竜が神経棘に脂肪の塊を有し、エネルギーを背中に蓄え、また熱を遮蔽していたと提唱した。
現代の動物の精巧な体の構造の多くは、交尾の際に異性を惹きつけるためのものである。スピノサウルスの帆は、クジャクの尾のように求愛のために使われていた可能性がある。シュトローマーは、神経棘の大きさが雌雄で異なっていたのではないかと推測している。水棲説を提唱したイブラヒムも、帆は水面下から見えない一方で水面より上に目を持つ動物からは目立ったはずであると考え、交尾相手への誘いや対立する個体への警告などの用途を推測している。

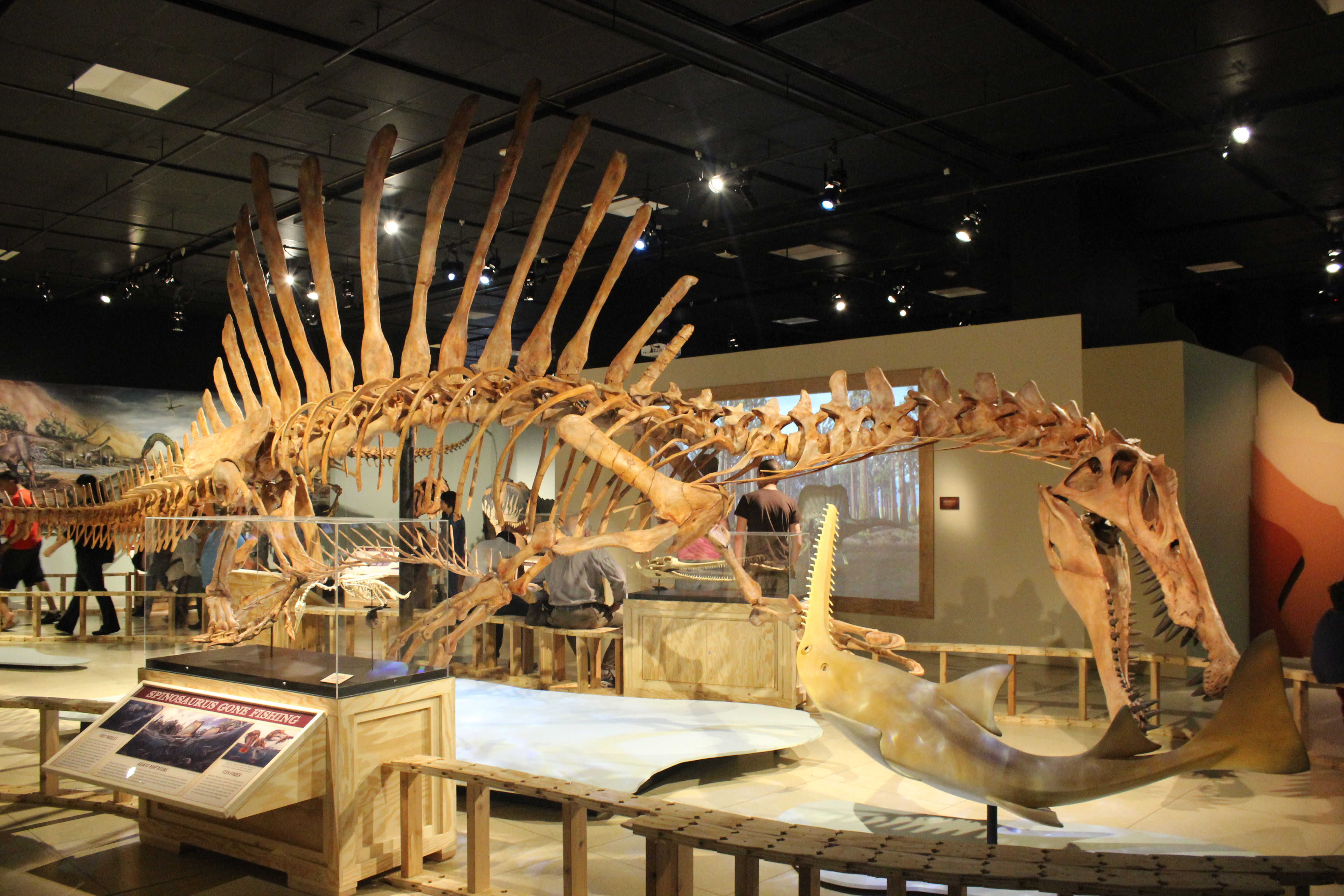
横から見た復元骨格（四足歩行の復元）

Gimsa et al.(2015) では、スピノサウルスの背中の帆はカジキの背鰭のように流体力学的機能を果たしたと提唱された。Gimsaらは、より基盤的で後肢の長いスピノサウルス科の帆が丸みを帯びているか三日月形である一方、スピノサウルスの神経棘がバショウカジキなどの背鰭に似たやや長方形に近い形状をなしていると指摘した。彼らはスピノサウルスがバショウカジキなどと同様の方法で帆を用い、長い細い尾は現生のオナガザメのように獲物を打ち付けるような役割を担ったと主張した。

### 食性
S. aegyptiacusのホロタイプ標本が空襲で失われたこともあって、魚食という説が登場するのはまだ先のことであった。
スピノサウルスの仲間が魚に対するスペシャリストの捕食者であったという仮説は、カリグとミルナーによりバリオニクスに対して提唱された。ワニとの解剖学的な類似性や、酸の影響を受けて消化された魚類の鱗がタイプ標本の胸郭から発見されたことがこの仮説の根拠とされる。やがて1996年にモロッコにおいて頭骨の化石が発見されると、現生のガビアルにも類似する顎の形状からカルノサウルス類に準拠していた頭部の復元は改められ、バリオニクスと近縁の魚食であったとする説に変遷した。
他のスピノサウルス科恐竜を含む動物相から知られている魚類にはマウソニアなどがいる。スピノサウルス科の食性の直接的な証拠はヨーロッパや南アメリカの分類群から得られている。バリオニクスは腹部から魚類の鱗とイグアノドンの幼体の骨が発見されており、スピノサウルス科の歯が刺さった翼竜化石も南アメリカで発見されている。スピノサウルスの食性は魚食に偏っていたものの、現生のハイイログマのようにジェネラリストでかつ日和見的な捕食動物で、小型 - 中型の動物や死肉も食べていた可能性が高い。また、同じ地域に生息していたオウラノサウルスを捕食していた可能性もある。
2009年、ダル・サッソらはMSNM V4047 吻部のX線CTの結果を発表した。外側の孔は全て吻部の内部で空洞と連結しており、水面に吻部先端を浸して遊泳する獲物を視界に入れることなく探知する機械受容器であったと推測された。2013年のアンドリュー・R・カフとエミリー・J・レイフィールドによる研究では、スピノサウルスが無条件に魚食であったわけではなく、食性はそれぞれの個体の体サイズに合わせていたことが、生物機構的なデータで示されていると結論付けられた。スピノサウルス顎は垂直方向に曲がらないようになっているが、横方向の耐性はバリオニクスや現生のワニに比べて劣っていた。そのため、スピノサウルスは陸上動物の捕食動物でもあったが、それよりも魚類をよく捕食していたことが示唆される。

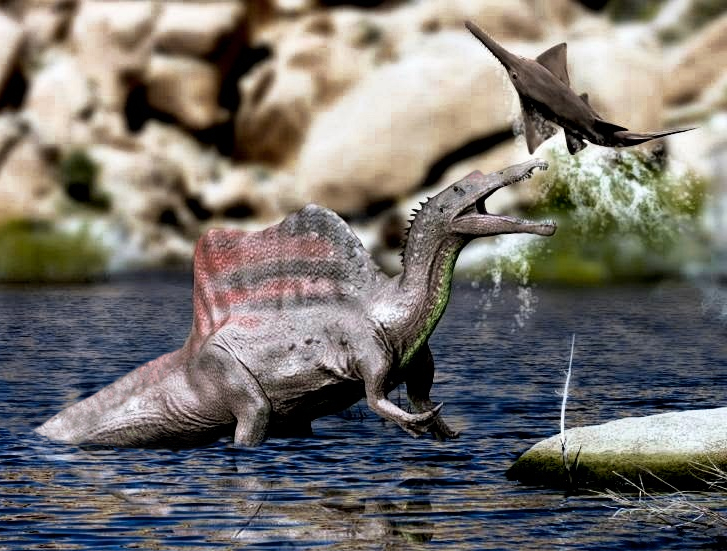
オンコプリスティスを攻撃するスピノサウルス

スピノサウルスの魚食性を示す化石として、巨大なエイの仲間であるオンコプリスティスの化石が挙げられる。スピノサウルスの歯とオンコプリスティスの歯は共産することがあり、またオンコプリスティスの骨格の一部がスピノサウルスの歯槽から発見されたことから、両者が捕食-被食関係にあったことが示唆されている。ただしデイヴィッド・E・ファストヴスキーとデイヴィッド・B・ウェイシャンペルはこの解釈に対して批判的であり、埋没前の遺骸が流水の作用で流されて歯槽の窪みに引っ掛かった結果と考えている。

### 水棲
2010年の Romain Amiot らによる同位体分析では、スピノサウルスを含むスピノサウルス科の歯の酸素同位体比から、彼らが半水棲の生態であったことが示唆された。歯のエナメル質やスピノサウルスの他の部位（モロッコとチュニジアで発見）およびカルカロドントサウルスなどの同地域の捕食動物の同位体比が同時代の獣脚類・ワニ・カメの同位体比と比較され、スピノサウルスの同位体比はカルカロドントサウルスと比較してカメやワニに近いことが示された。このことから、スピノサウルスは大型獣脚類や大型ワニとの競合を避けて水陸を移動していたのではないかと考えられた。
しかし、2018年のドナルド・ヘンダーソンによる研究では、スピノサウルスは半水棲とされた。ヘンダーソンはワニの肺の浮力を研究し、肺の位置をスピノサウルスのものと比較した。この結果、スピノサウルスは水中への潜航や沈降が不可能であったことが示唆された。また、他の非水棲獣脚類と同様に、頭部全体を水面上に浮かせていることが分かった。さらにコンピュータシミュレーションによると、頭が重くスリムな体型をしていたため、後肢を漕がなければ横倒しになってしまうこと判明した。そこでヘンダーソンは、スピノサウルスは既存の説のように完全に水に浸かって狩りをしていたわけではなく、大半の時間を陸上や浅い水中で過ごしていたのではないかと考えた。

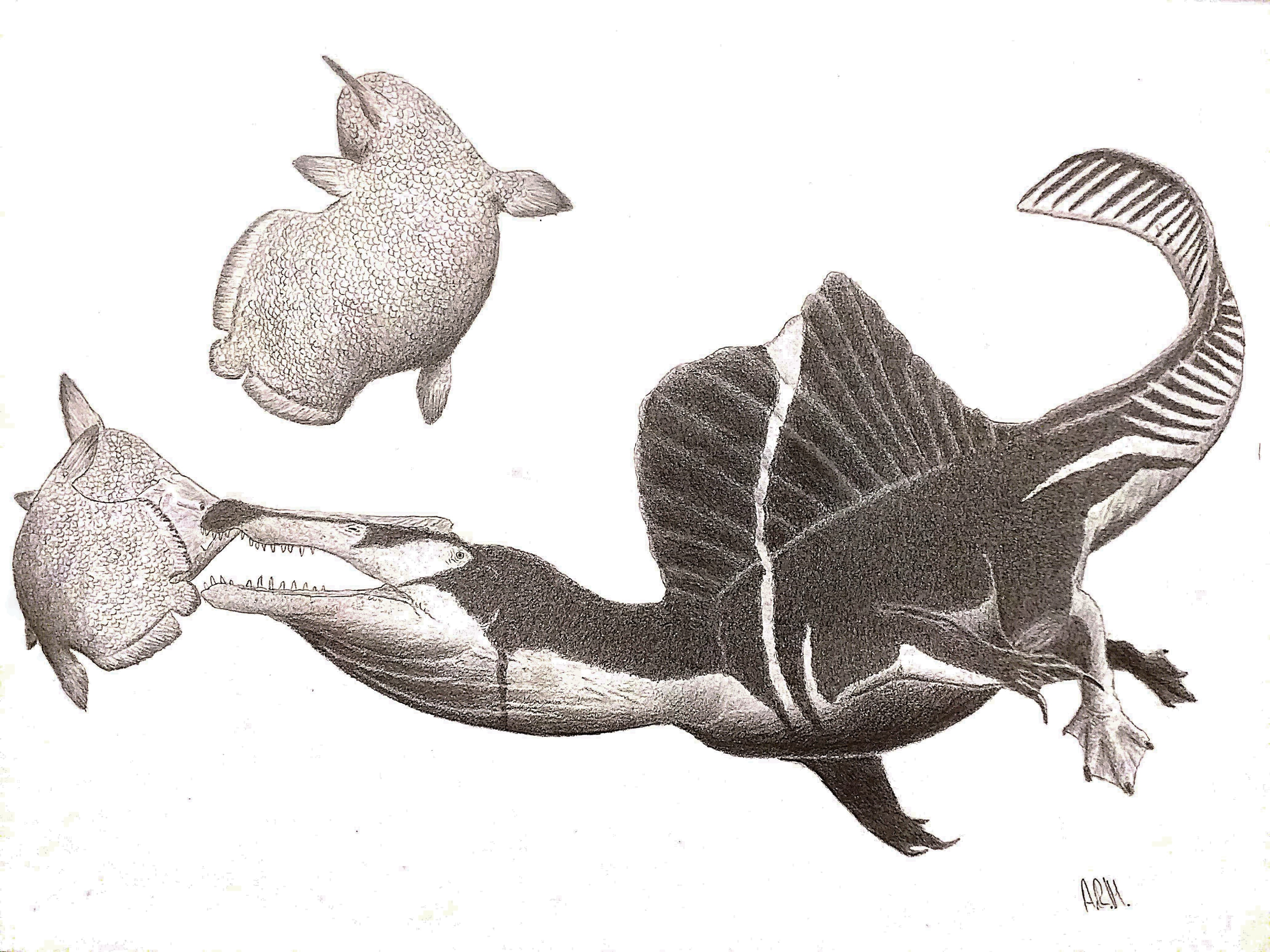
水棲の捕食動物としてマウソニアを狩る S. aegyptiacus

ただし、浮力が強すぎて沈むことができなかったとするヘンダーソンの説も、2020年に発表されたイブラヒムらによる尾椎の研究で反論されている。2018年に収集されたこの尾椎からは、スピノサウルスがキール状の尾を持ち、推進力の獲得へ適応していたことが示されている。また、背側と腹側の両方で尾の先端まで続く細長い神経棘と血道弓からは、現生のワニと同様の遊泳能力が示唆される。ラウダーとピアースによる実験の結果、スピノサウルスの尾はコエロフィシスやアロサウルスなどの陸生獣脚類の尾の8倍の推進力があり、推進効率も2倍以上であることが判明した。この発見は、スピノサウルスが現生のワニやクロコダイルに類似する生態で、狩りの際には長時間水中に留まっていた可能性を示唆している。
しかし2021年1月にデイヴィッド・ホーンとトーマス・R・ホルツ・ジュニアは、スピノサウルスの解剖学的特徴は、イブラヒムらの主張する活発な水棲捕食動物ではなく、海岸線や浅い水域の動物を捕食していた場合に矛盾しないと発表した。この根拠としては、スピノサウルスの眼窩と外鼻孔が比較的腹側に位置しているため呼吸する際に顔を全て水面から出す必要があり非効率的であること、帆が水の抵抗を受けること、体幹が硬直していて尾にも筋肉が多く付随していないように見られることが挙げられた。また、生まれる前の恐竜は卵が水没すると溺れてしまうため、少なくとも産卵は陸上で行っていたことになるとも指摘している。
2022年、ポール・セレノらはS. aegyptiacusの化石を元に骨格モデルを作成し、さらに骨格内部の空気と筋肉を加えて可動式の肉質モデルを作成し、スピノサウルスの行動を検証する研究を発表した。その結果、スピノサウルスは陸上を二足歩行しており、深い水深では浮力が大きすぎて潜水が出来ず、また表層での遊泳も不安定で1m/s以下の速度であることが判明した。現生の爬虫類の帆が水中での推進ではなくディスプレイに用いられていること、および二次的に水棲適応を遂げた動物の多くは四肢が小型化して肉厚の尾鰭を持つことが指摘されており、スピノサウルスは沿岸や川辺を往来する半水棲の二足歩行動物として扱われている。

### 移動と姿勢

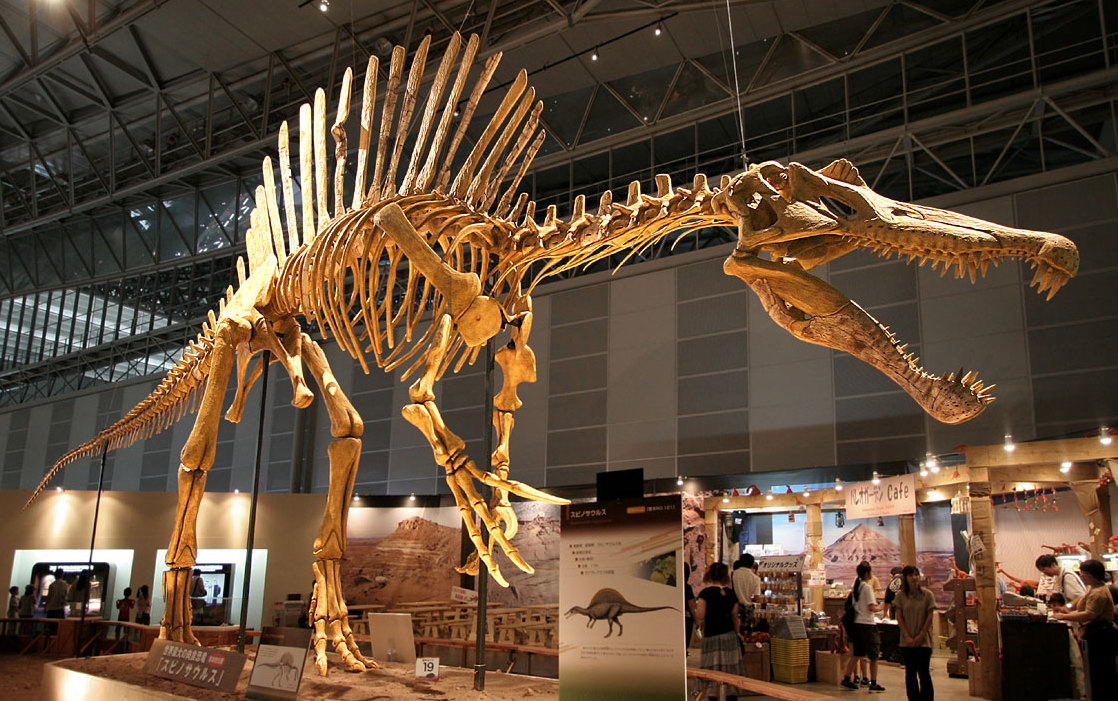
後肢の長い復元骨格

20世紀半ばのスピノサウルスはディメトロドンのような四足歩行で描かれることが多かった。1970年代半ばから、スピノサウルスは少なくとも一時的に四足歩行を行っていたと考えられるようになり、その背景には比較的頑強な前肢を持つバリオニクスの発見があった。Bailey (1997)では、スピノサウルスの神経棘がコブを支持していた場合に、その重量ゆえにスピノサウルスは四足歩行が可能であると考えられ、新たな復元に繋がった。スピノサウルス科を含む獣脚類は掌が地面を向くように回転させられなかったが、前期ジュラ紀の獣脚類の印象化石に示されるように手を横に置いて休息の姿勢を取ることは可能であった。スピノサウルスが典型的な四足歩行をしていたという仮説はその後支持されなくなったが、生物学的・生理学的な制約から、スピノサウルス科は四足歩行の姿勢でしゃがんでいたのではないかと考えられた。
スピノサウルスの四足歩行の可能性は、2014年にイブラヒムらにより新たな標本が記載された際に復活した。記載された後肢は従来考えられていたよりも遥かに短く、典型的な二足歩行の獣脚類では臀部に重心が位置する一方、新復元のスピノサウルスでは重心は体幹の中心部に置かれた。このためスピノサウルスは二足歩行での移動への適応が乏しく、陸上では無条件的に四足歩行をしていたと提唱された。なお、この研究で使用された復元は、異なるサイズの個体を正しい比率と思われる大きさにスケーリングして外挿してある。
この2014年のイブラヒムの説には指摘や反論も多く唱えられている。以下にその例を示す。
| 発言者                 | 主張 | 出典   |
| ---------------------- | --- | ------ |
| ケネス・カーペンター   | かつて竜脚類のディプロドクスは外鼻孔が高い位置にあることから水棲説が唱えられていたが、ディプロドクスの産出した地層には深い水域が広範に存在していた証拠がなく、この説は否定されている。同様に、スピノサウルスの生息していた地域の河川も小規模で、深く見積もっても腰の高さほどの水位しかなかった。 | [ 61 ] |
| ジョン・ハッチンソン   | 異なる動物の化石を集めて1個体のキメラを作っても信憑性が低く、注意が必要である。 | [ 62 ] |
| Serjoscha W. Evers     | シギルマッササウルスはスピノサウルスと別属である。イブラヒムらによりスピノサウルスに割り当てられた標本はスピノサウルスあるいはシギルマッササウルスのいずれかに割り当てられるべきである。 | [ 25 ] |
| ドナルド・ヘンダーソン | スピノサウルスは陸上移動時にはおそらく二足歩行で行動可能であった。重心は腰の近くに位置しており、スピノサウルスは他の二足歩行の獣脚類と同様に立ち上がることが出来た。 | [ 55 ] |
| グレゴリー・ポール     | シギルマッササウルスなど他の北アフリカのスピノサウルス類の化石を誤って盛り込んでおり正確さに欠ける。また、盛り込まれた標本も骨格の各部の比率が明確でない。ただし、実際に後肢が比較的短かった可能性は否めない。                                                                                   | [ 4 ]  |

ダレン・ナイシュはイブラヒムによる新復元に肯定的で、自らの著書において、スピノサウルスを三角州や入り江で頻繁に狩りを行う極めて遊泳に長けた恐竜と断定した。また、後肢に水かきが存在した可能性も認めている。

### 個体発生
スピノサウルスの非常に若い個体に属する21ミリメートルの長さの末節骨からは、スピノサウルスが非常に若い年齢あるいは誕生時に半水棲適応を発達させており、生涯を通じてそれを維持していたことが示唆されている。1999年に発見されたこの標本は、Simone Maganucoらにより記載され、幼体が成体の小型版に類似すると仮定して、骨の持ち主は全長1.78メートルと推定された。 これは2018年時点での既知の範囲内では最小の標本である。

## 古環境

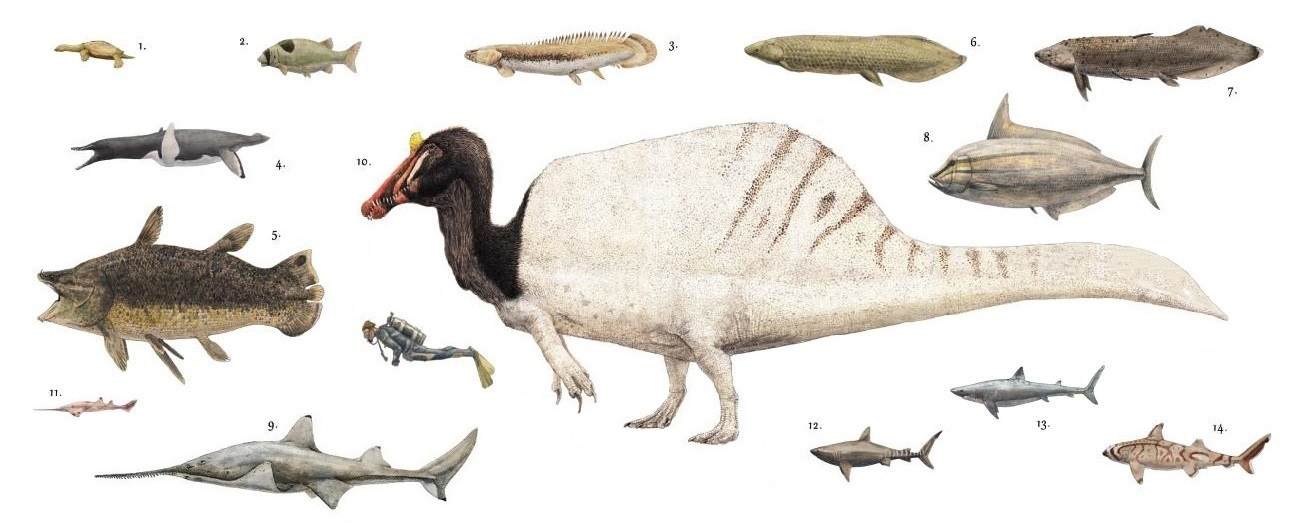
スピノサウルスと同時期の水棲動物

スピノサウルスは現在の北アフリカの大部分に生息していたが、その環境は部分的にしか明らかにされていない。スピノサウルスの化石が保存されている年代は約1億1200万年前から9350万年前であるが、カンパニアン階の堆積物から可能性のある標本も発見されている。1996年の研究では、モロッコの化石から、スピノサウルスとカルカロドントサウルスおよびデルタドロメウスが後期白亜紀（セノマニアン）に北アフリカに生息していたとされている。エジプトのバハリヤ層に生息していたスピノサウルスは、干潟などの海岸線の環境に適応し、マングローブ林に生息していた可能性がある。同時期に生息していた動物には、同様に大型獣脚類であるバハリアサウルスとカルカロドントサウルス、ティタノサウルス類の竜脚類であるパラリティタンとアエギプトサウルス、ワニ形上目、硬骨魚類と軟骨魚類、カメ、トカゲ、首長竜がいる。乾季には翼竜を捕食していた可能性もある。

## 日本における展示
2006年からスピノサウルスの全身骨格の復元模型の製作プロジェクトが日本で始動した。長谷川善和の監修の下、全長17メートルに達する全身骨格の復元模型が製作された。神奈川県の製作所で製造されたこの模型は2009年に幕張メッセ（千葉県）で開催された『恐竜博2009』で公開された。これは世界初の全身復元骨格であった。その後、この標本は長野県の飯田市美術博物館が収蔵展示している。2015年春にはディロングとグアンロンの模型と共に愛称が募集され、日本全国から応募が集まり、同年6月に愛称選考委員会を通して「スピノン」と命名された。
2013年の新標本や2014年の水棲説強化をふまえた新復元の全身骨格は2016年に開催された『恐竜博2016』にて公開された。また同復元の全身骨格は2023年より北九州市立いのちのたび博物館で常設展示されている。
2018年3月には、長さ1.3メートルにおよぶ、全体の約7割が実物で構成されたモロッコ産頭骨化石が化石収集家の十津守宏により成城学園（東京）に寄贈された。1個体のみの骨から構成される標本としては保存度が高く、骨の破損や変形も少ないため、カーネギー自然史博物館のマット・ラマンナによると世界で最も完全な標本である可能性もある。その貴重性を鑑み、研究資料として役立てるため、実骨は当時日本で唯一スピノサウルス科の歯化石が産出していた群馬県の群馬県立自然史博物館に貸し出されることとなった。

## 人間との関わり

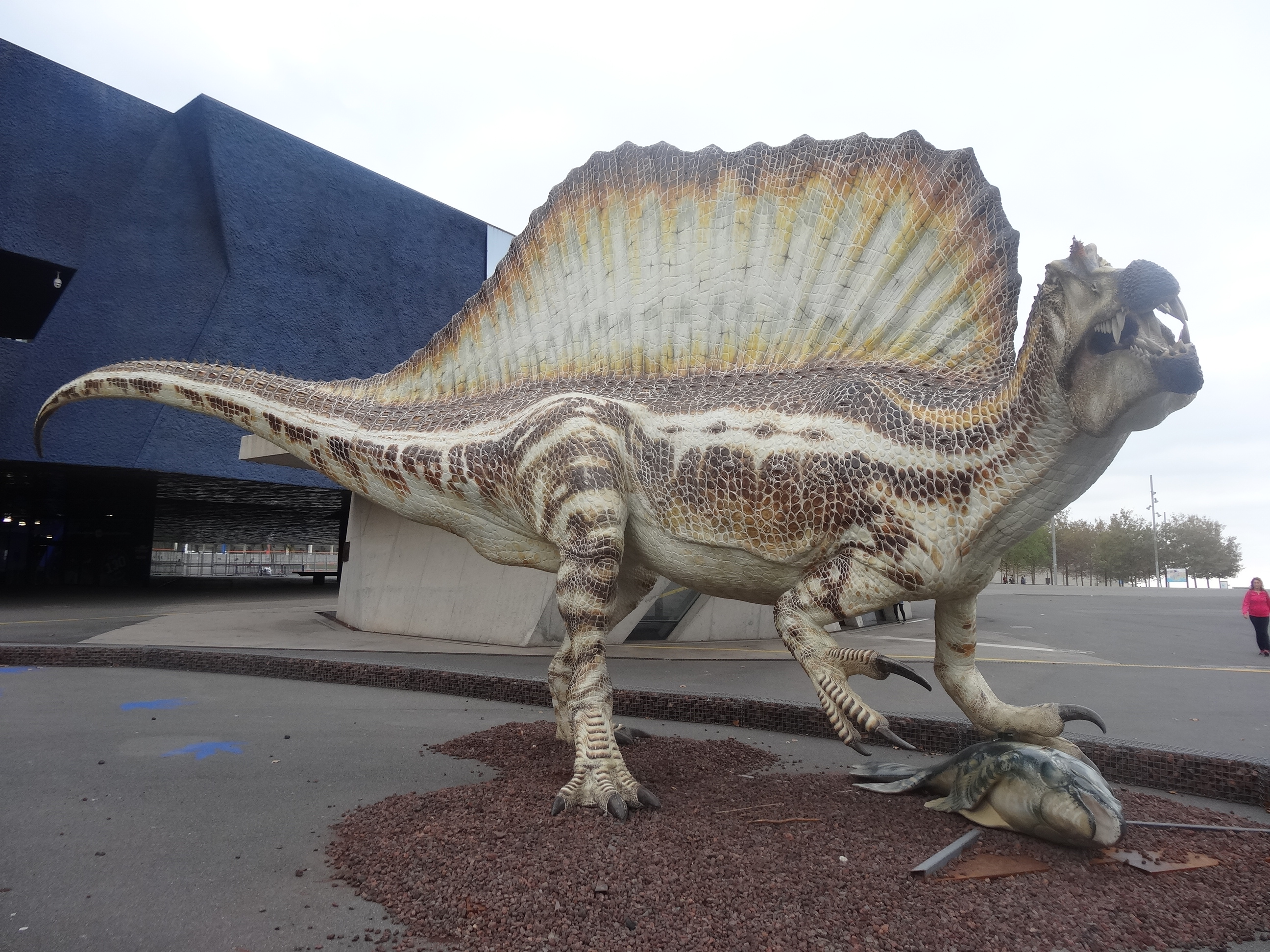
2014年の復元に基づく彫刻。スペインのバルセロナ自然科学博物館

### 映像作品
スピノサウルスは2001年に映画『ジュラシック・パークIII』に登場し、ティラノサウルスと交代してメインの脅威に就いた。映画のコンサルタントを担当した古生物学者ジャック・ホーナーは、獰猛さを全長に基づいて判断するとスピノサウルスに匹敵する生物はこの地球上に存在せず、またティラノサウルスは真の捕食動物ではなく腐肉食動物であったと考えている、という旨のコメントを発した。映画ではスピノサウルスはティラノサウルスよりも大型かつ強力な存在として描写され、2頭の大型獣脚類の戦闘シーンではティラノサウルスの首を折ってスピノサウルスが勝利している。シリーズ第4作『ジュラシック・ワールド』では、映画終盤でスピノサウルスの骨格を破壊してティラノサウルスが姿を現わすシーンがあり、前作の戦闘を踏まえた演出になっている。
2025年のシリーズ第7作『ジュラシック・ワールド/復活の大地』では現在の復元に基づいた姿に変更され、第3作のスピノサウルスとはデザインが大きく違う。映画では4頭が舞台となる島の入江に出現し、群れのチームプレーとモササウルスとの連携で主人公一行を襲っていた。
2006年のアニメ映画『映画ドラえもん のび太の恐竜2006』でも、『ジュラシック・パークIII』と同様にシュトローマーの論文に基づいて復元されたスピノサウルスが登場した。2011年のBBCのテレビシリーズ『プラネット・ダイナソー』でも、二足歩行の復元で、体重11トンに達する地上最大の肉食動物として描かれた。この番組ではオンコプリスティスを捕食するシーンが描かれた。
2019年のNHKの『NHKスペシャル』「恐竜超世界」では2014年のイブラヒムの研究に基づき、全長15メートルの四足歩行で遊泳する恐竜として描写された。劇中では海へ出た際に首長竜のブラカウケニウスの襲撃を受けて海中に引きずり込まれており、当時の海洋において恐竜ではない海棲爬虫類が支配的であったことを体現する役割を担った。

### その他
アンゴラやガンビアおよびタンザニアといった国々では、スピノサウルスは切手のデザインに採用されている。